# 금석초등학교
금석초등학교는 대한민국 세종특별자치시 집현동에 있었던 공립 초등학교로, 폐교 당시에는 충청남도 연기군 금남면 석교리 14에 있었다. 해당 부지는 현재 세종시 4-2생활권 개발지구에 포함되어 없어졌다.

## 연혁
- 1949년 9월 23일 영대국민학교 봉기분교장 설립
- 1960년 4월 1일 금석국민학교로 승격
- 1982년 3월 10일 병설유치원 개원
- 1996년 3월 1일 금석초등학교로 개칭
- 2003년 3월 1일 금남초등학교로 통폐합